# Trais (Münzenberg)
Trais ist ein Stadtteil von Münzenberg im hessischen Wetteraukreis. Als Gemeinde trug der Ort zur Unterscheidung von anderen Orten mit demselben Namen bis zu ihrer Eingemeindung die amtliche Bezeichnung Trais-Münzenberg. Das Dorf liegt neun Kilometer nordöstlich von Butzbach auf einer Höhe von 155 m ü. NHN nordöstlich von Münzenberg in der Wetterau im Tal der Wetter.

## Geschichte

### Urgeschichte
Nördlich des Ortes liegt das Limeskastell Alteburg. Von dort aus führte eine Römerstraße durch die Gemarkung des späteren Dorfes Trais. Im Bereich der heutigen Autobahn lag ein römischer Gutshof.

### Hohes Mittelalter
Die älteste erhaltene Erwähnung von Trais findet sich in einer Urkunde aus dem Jahr 790, die anlässlich der Schenkung von Besitz eines Wolfhelm in Trais an das Kloster Lorsch ausgestellt wurde. Weitere Schenkungen an die Klöster Lorsch und Fulda sind für das 8. Jahrhundert belegt. Dabei wurde bereits um 800 auch die Kirche und eine Mühle in Trais erwähnt. Das Kloster Fulda erwarb letztlich die Oberhoheit über den Ort und vergab ihn als Lehen an die Herren von Münzenberg.
Im hohen Mittelalter erscheinen Herren von Trais im Gefolge Konrads von Münzenberg als Burgmannen auf der Burg Münzenberg. Die Familie von Trais hatte zeitweilig auch die Vogtei in Trais inne.

### Spätmittelalter
Trais gehörte 1255 als Allod zur Münzenberger Erbschaft, dem Nachlass Ulrichs II. von Münzenberg. Die Erbschaft wurde zwischen sechs seiner Schwestern geteilt, aber als Kondominat gemeinsam weiter verwaltet. So erhielten zunächst je einen Anteil:
- Adelheid, verheiratet mit Reinhard I. von Hanau
- Isengard, verheiratet mit Graf Philipp I. von Falkenstein
- Mechtild, verheiratet mit Engelhard von Weinsberg
- Irmengard, verheiratet mit Konrad von Weinsberg
- Hedwig, verheiratet mit Heinrich von Pappenheim
- Agnes, verheiratet mit Konrad von Schöneberg

Die Rechte an den Anteilen – und damit die Herrschaftsrechte über Trais – wurden weiter vererbt und zum Teil auch verkauft, so dass sich immer wieder unterschiedliche Eigentümergemeinschaften bildeten. Die einzelnen Eigentümer integrierten ihren jeweiligen Anteil in Verwaltungsstrukturen der jeweils eigenen Herrschaft, in der Herrschaft und späteren Grafschaft Hanau war der Anteil z. B. dem dortigen Amt Münzenberg zugeordnet, in der Grafschaft Stolberg-Roßla dem dortigen Amt Ortenberg. Die Zuordnung der Anteile zu einzelnen Eigentümern entwickelte sich folgendermaßen:
| Zeitraum  | Herren                               | Herren                                    | Herren                                  | Herren                                  | Herren                               | Herren                                            | Herren                                            | Herren                                            | Herren                               | Bemerkungen |
| 1255–1256 | Adelheid 1/6 ⚭ Reinhard I. von Hanau | Isengard 1/6 ⚭ Philipp I. von Falkenstein | Mechthild 1/6 ⚭ Engelhard von Weinsberg | Mechthild 1/6 ⚭ Engelhard von Weinsberg | Irmengard 1/6 ⚭ Konrad von Weinsberg | Irmengard 1/6 ⚭ Konrad von Weinsberg              | Agnes 1/6 ⚭ Konrad von Schöneberg                 | Hedwig 1/6 ⚭ Heinrich von Pappenheim              | Hedwig 1/6 ⚭ Heinrich von Pappenheim | Aufteilung des Erbes auf sechs verheiratete Töchter |
| 1256–1272 | Herrschaft Hanau 1/6                 | Falkenstein 3/6                           | Falkenstein 3/6                         | Falkenstein 3/6                         | Falkenstein 3/6                      | Falkenstein 3/6                                   | Schöneberg 1/6                                    | Pappenheim 1/6                                    | Pappenheim 1/6                       | Falkenstein erwarb 1256 die beiden Weinsberger Anteile. |
| 1272–1286 | Hanau 1/6                            | Falkenstein 4/6                           | Falkenstein 4/6                         | Falkenstein 4/6                         | Falkenstein 4/6                      | Falkenstein 4/6                                   | Falkenstein 4/6                                   | Pappenheim 1/6                                    | Pappenheim 1/6                       | Falkenstein erwarb 1272 den Schöneberger Anteil. |
| 1286–1418 | Hanau 1/6                            | Falkenstein 5/6                           | Falkenstein 5/6                         | Falkenstein 5/6                         | Falkenstein 5/6                      | Falkenstein 5/6                                   | Falkenstein 5/6                                   | Falkenstein 5/6                                   | Falkenstein 5/6                      | Falkenstein erwarb 1286 den Pappenheimer Anteil. |
| 1418–1507 | Grafschaft Hanau 8/48                | Eppstein 20/48                            | Eppstein 20/48                          | Eppstein 20/48                          | Eppstein 20/48                       | Solms-Greiffenstein 15/48                         | Solms-Greiffenstein 15/48                         | Solms-Greiffenstein 15/48                         | Solms-Laubach 5/48                   | 1418 erloschen die Falkensteiner. Ihr Anteil fiel zu gleichen Teilen an Solms und Eppstein. Der Solmser Anteil wurde im Verhältnis 3:1 zwischen den Linien Greiffenstein und Laubach geteilt. |
| 1507–1581 | Grafschaft Hanau 8/48                | Königstein 20/48                          | Königstein 20/48                        | Königstein 20/48                        | Königstein 20/48                     | Solms-Greiffenstein 15/48                         | Solms-Greiffenstein 15/48                         | Solms-Greiffenstein 15/48                         | Solms-Laubach 5/48                   | 1507 trat der letzte männliche Vertreter der Familie von Eppstein seine Rechte gegen eine Pension an die Herren von Königstein ab.                                                            |
| 1581–1684 | Grafschaft Hanau-Münzenberg8/48      | Mainz 10/48                               | Mainz 10/48                             | Stolberg-Gedern 10/48                   | Stolberg-Gedern 10/48                | Solms-Greiffenstein 15/48                         | Solms-Greiffenstein 15/48                         | Solms-Greiffenstein 15/48                         | Solms-Laubach 5/48                   | 1581 Vom Eppsteiner Anteil kam die eine Hälfte an Stolberg-Gedern, die andere an Kurmainz. |
| 1684–1736 | Hanau 18/48                          | Hanau 18/48                               | Hanau 18/48                             | Stolberg-Gedern 10/48                   | Stolberg-Gedern 10/48                | Solms-Greiffenstein 15/48 ab 1693 Solms-Braunfels | Solms-Greiffenstein 15/48 ab 1693 Solms-Braunfels | Solms-Greiffenstein 15/48 ab 1693 Solms-Braunfels | Solms-Laubach 5/48                   | 1684 trat Mainz seinen Anteil im Rahmen eines Gebietstausches an Hanau ab. |
| ab 1736   | Landgrafschaft Hessen-Kassel 18/48   | Landgrafschaft Hessen-Kassel 18/48        | Landgrafschaft Hessen-Kassel 18/48      | Stolberg-Gedern 10/48                   | Stolberg-Gedern 10/48                | Solms-Braunfels 15/48                             | Solms-Braunfels 15/48                             | Solms-Braunfels 15/48                             | Solms-Laubach 5/48                   | 1736 erbte die Landgrafschaft Hessen-Kassel die Grafschaft Hanau-Münzenberg, siehe hier. |

Die Kirche in Trais unterstand dem Erzbistum Mainz. Geweiht war sie der Jungfrau Maria und dem Heiligen Pankratius. Sie hatte Filialkirchen in Eberstadt und Münzenberg. Das Patronat lag zunächst beim Kloster Fulda, wurde in der ersten Hälfte des 14. Jahrhunderts als fuldisches Lehen an die Herren von Hanau vergeben, die es wiederum 1323 dem Kloster Arnsburg schenkten. Kirchliche Mittelbehörde war das Archidiakonat von St. Maria ad Gradus in Mainz, Dekanat Friedberg.

### Neuzeit
Die Anteilseigner an dem Kondominat, zu dem auch Trais gehörte, waren überwiegend Mitglieder des Wetterauer Grafenvereins oder standen ihm nahe. Deshalb setzte sich hier auch in der zweiten Hälfte des 16. Jahrhunderts die Reformation durch, letztlich in ihrer reformierten Ausprägung.
1573 erwarb der Butzbacher Amtmann Johann von Hattstein die Vogtei Trais, die mit großem Grundbesitz und zahlreichen Rechten verbunden war, und legte damit den Grundstein für die Hattsteinische Hausmacht im Raum Münzenberg.
Mit der Auflösung der alten Territorialstrukturen in napoleonischer Zeit wurde Trais dem Großherzogtum Hessen zugeschlagen. Allerdings handelte es sich bis zur Verwaltungsreform von 1821 weiter um teilweise standesherrliches Gebiet, das zur Hälfte dem großherzoglichen Amt Butzbach, zu 1/4 dem standesherrlich-Solms-Braunfelsischen Amt Hungen, zu 1/4 dem standesherrlich-Stolberg-Ortenbergischen Amt Ortenberg und zu 5/48 dem standesherrlich-Solms-Laubachischen Amt Utphe zugehörte. 1821 wurde dann der Landratsbezirk Butzbach gebildet, dem zunächst der großherzogliche Anteil angehörte, ab 1822 auch die Solmsschen Anteile. Dies wurde 1841 in den Kreis Hungen überführt. Während der Revolution von 1848 gehörte Trais bis 1852 dem Regierungsbezirk Friedberg, dann dem Kreis Nidda, ab 1860 dem Landkreis Friedberg an, der 1972 im Wetteraukreis aufging.
Die Statistisch-topographisch-historische Beschreibung des Großherzogthums Hessen berichtet 1830 über Trais:

„Traismúnzenberg (L. Bez. Hungen) evangel. Pfarrdorf; liegt an der Wetter, 2 Stunden von Hungen, und hat 1 Kirche, 44 Häuser und 229 Einwohner, die außer 5 Katholiken evangelisch sind. Unter den Einwohnern sind 27 Bauern und 21 Gewerbsleute. – Der Ort bestand schon zu Carls des Großen Zeiten. Bei der Theilung der Münzenbergischen Hinterlassenschaft, 1255, blieb unter andern auch dieses Dorf gemeinschaftlich. Später findet sich die eine Hälfte bei Hanau und die andere bei Solms-Braunfels, welche letztere aber nachher wieder getheilt wurde. Die Kirche wurde 1323 von Ulrich von Hanau dem Kloster Arnsburg einverleibt, wozu auch der A1bt von Fuld seine Einwilligung für den Fall geben mußte, daß diese Kirche etwa durch Lebensverband oder auf andere Weise von dem Kloster abhängig sey. Jezzo gehört von Traismünzenberg 1⁄4 dem Fürsten von Solms-Braunfels, und 1⁄4 dem Grafen von Solms-Laubach, welche beide 1806 unter Hess. Hobeit kamen. Die andere Hälfte kam 1810 von der Grafschaft Hanau unmittelbar an Hessen.“

### Nachkriegszeit und Gebietsreform in Hessen
Den Zweiten Weltkrieg überdauerte der Ort größtenteils unbeschadet. 1957 wurde Trais erneut Stadt, und 1958 wurde die erste Straße asphaltiert. 1963 war der Ort Landessieger im Wettbewerb „Unser Dorf soll schöner werden“. Allerdings setzte auch mit der Aufgabe der Traiser Schule 1958 und der Aufgabe des Personenverkehrs auf der Butzbach-Licher Eisenbahn die Zentralisierung im ländlichen Raum ein, die letztlich in der Gebietsreform in Hessen mündete. Im Sommer 1971 schien, im Zuge der Gebietsreform, ein Zusammenschluss mit Lich absehbar. Bei der Bürgerversammlung am 17. Oktober stimmten jedoch 64 % der Erschienenen für die Eingemeindung nach Münzenberg, die am 31. Dezember 1971 vollzogen wurde. Für Trais wurde ein Ortsbezirk mit Ortsbeirat und Ortsvorsteher nach der Hessischen Gemeindeordnung gebildet.

### Verwaltungsgeschichte im Überblick
Die folgende Liste zeigt die Staaten und Verwaltungseinheiten, denen Trais seit Ende des 18. Jahrhunderts angehört(e):
- vor 1806: Heiliges Römisches Reich, 1⁄2: Landgrafschaft Hessen-Kassel, Grafschaft Hanau-Münzenberg, Amt Dorheim; (1⁄4: Fürstentum Solms-Braunfels, 1⁄4 Grafschaft Solms-Laubach), Amt Utphe
- ab 1806: Großherzogtum Hessen (Souveränitätslande),[Anm. 2] Fürstentum Oberhessen, Dominal-Amt Butzbach; Amt Utphe (Anteile von Solms-Braunfels und Solms-Laubach)[7]
- ab 1815: Großherzogtum Hessen (Souveränitätslande), Provinz Oberhessen, 1⁄2 Dominal-Amt Butzbach; 1⁄4 Amt Hungen (Solms-Braunfels); 1⁄4 Amt Utphe (Solms-Laubach)[8]
- ab 1821: Großherzogtum Hessen, Provinz Oberhessen, dominaler Anteil: Landratsbezirk Butzbach[9][Anm. 3]
- ab 1822: Großherzogtum Hessen, Provinz Oberhessen, Solmser Anteil: Landratsbezirk Hungen[Anm. 4]
- ab 1841: Großherzogtum Hessen, Provinz Oberhessen, Kreis Hungen
- ab 1848: Großherzogtum Hessen, Regierungsbezirk Friedberg
- ab 1852: Großherzogtum Hessen, Provinz Oberhessen, Kreis Nidda
- ab 1860: Großherzogtum Hessen, Provinz Oberhessen, Kreis Friedberg
- ab 1867: Norddeutscher Bund, Großherzogtum Hessen, Provinz Oberhessen, Kreis Friedberg
- ab 1871: Deutsches Reich, Großherzogtum Hessen, Provinz Oberhessen, Kreis Friedberg
- ab 1918: Deutsches Reich, Volksstaat Hessen, Provinz Oberhessen, Kreis Friedberg
- ab 1938: Deutsches Reich, Volksstaat Hessen, Landkreis Friedberg[10][Anm. 5]
- ab 1945: Amerikanische Besatzungszone,[Anm. 6] Groß-Hessen, Regierungsbezirk Darmstadt, Landkreis Friedberg
- ab 1946: Amerikanische Besatzungszone, Hessen, Regierungsbezirk Darmstadt, Landkreis Friedberg
- ab 1949: Bundesrepublik Deutschland, Hessen, Regierungsbezirk Darmstadt, Landkreis Friedberg
- ab 1972: Bundesrepublik Deutschland, Hessen, Regierungsbezirk Darmstadt, Wetteraukreis, Stadt Münzenberg

### Gerichte seit 1803
In der Landgrafschaft Hessen-Darmstadt wurde mit Ausführungsverordnung vom 9. Dezember 1803 das Gerichtswesen neu organisiert. Für das Fürstentum Oberhessen (ab 1815 Provinz Oberhessen) wurde das „Hofgericht Gießen“ eingerichtet. Es war für normale bürgerliche Streitsachen Gericht der zweiten Instanz, für standesherrliche Familienrechtssachen und Kriminalfälle die erste Instanz. Übergeordnet war das Oberappellationsgericht Darmstadt. Die Rechtsprechung der ersten Instanz wurde durch die Ämter bzw. Standesherren vorgenommen und somit waren für Trais-Münzenberg ab 1806 das Domominalmt Butzbach und die standesherrlichen Ämter Hungen, und Utphe zuständig. Nach der Gründung des Großherzogtums Hessen 1806 wurde diese Funktion beibehalten, während die Aufgaben der ersten Instanz 1821–1822 im Rahmen der Trennung von Rechtsprechung und Verwaltung auf die neu geschaffenen Land- bzw. Stadtgerichte übertragen. So waren ab 1821 das Landgericht Friedberg für den dominalen Anteil und ab 1822 das Landgericht Hungen für Solms’schen Anteile zuständig. In den Jahren bis 1825 gaben die Standesherren ihre Rechte an den Gerichten an das Großherzogtum Hessen ab. Erst infolge der Märzrevolution 1848 wurden mit dem „Gesetz über die Verhältnisse der Standesherren und adeligen Gerichtsherren“ vom 15. April 1848 die standesherrlichen Sonderrechte endgültig aufgehoben. Mit dem 1. November 1848 gehörte ganz Trais-Münzenberg zum Landgerichtsbezirk Butzbach.
Anlässlich der Einführung des Gerichtsverfassungsgesetzes mit Wirkung vom 1. Oktober 1879, infolge derer die bisherigen großherzoglichen Landgerichte durch Amtsgerichte an gleicher Stelle ersetzt wurden, während die neu geschaffenen Landgerichte nun als Obergerichte fungierten, kam es zur Umbenennung in „Amtsgericht Butzbach“ und Zuteilung zum Bezirk des Landgerichts Gießen.
2004 wurde das Amtsgericht Butzbach aufgelöst und in das Amtsgericht Friedberg integriert.

## Bevölkerung

### Einwohnerstruktur 2011
Der Ort war bis in die jüngste Vergangenheit rein bäuerlich geprägt. Nach den Erhebungen des Zensus 2011 lebten am Stichtag dem 9. Mai 2011 in Trais 561 Einwohner. Darunter waren 6 (1,1 %) Ausländer. Nach dem Lebensalter waren nnn Einwohner unter 18 Jahren, 129 waren zwischen 18 und 49, 234 zwischen 50 und 64 und 96 Einwohner waren älter. Die Einwohner lebten in 216 Haushalten. Davon waren 51 Singlehaushalte, 51 Paare ohne Kinder und 90 Paare mit Kindern, sowie 21 Alleinerziehende und 3 Wohngemeinschaften.

### Einwohnerentwicklung
Vor 1800 betrug die Einwohnerzahl etwa 200 Personen, danach stieg sie aufgrund verbesserter hygienischer Bedingungen allmählich auf über 250 Personen an, sank in der zweiten Hälfte des 19. Jahrhunderts durch Ab- und Auswanderung wegen der vorherrschenden Armut wieder leicht ab. Mit dem Zustrom von Vertriebenen und Flüchtlingen nach dem Zweiten Weltkrieg stieg die Bevölkerung wieder an. Neubaugebiete wurden ausgewiesen.
| Trais-Münzenberg: Einwohnerzahlen von 1829 bis 2020 | Trais-Münzenberg: Einwohnerzahlen von 1829 bis 2020 | Trais-Münzenberg: Einwohnerzahlen von 1829 bis 2020 | Trais-Münzenberg: Einwohnerzahlen von 1829 bis 2020 | Trais-Münzenberg: Einwohnerzahlen von 1829 bis 2020 |
| --- | --------------------------------------------------- | --------------------------------------------------- | --------------------------------------------------- | --------------------------------------------------- |
| Jahr |                                                     |                                                     |                                                     | Einwohner                                           |
| 1829 | 1829                                                |                                                     | 229                                                 | 229                                                 |
| 1834 | 1834                                                |                                                     | 229                                                 | 229                                                 |
| 1840 | 1840                                                |                                                     | 238                                                 | 238                                                 |
| 1846 | 1846                                                |                                                     | 226                                                 | 226                                                 |
| 1852 | 1852                                                |                                                     | 208                                                 | 208                                                 |
| 1858 | 1858                                                |                                                     | 222                                                 | 222                                                 |
| 1864 | 1864                                                |                                                     | 266                                                 | 266                                                 |
| 1871 | 1871                                                |                                                     | 225                                                 | 225                                                 |
| 1875 | 1875                                                |                                                     | 217                                                 | 217                                                 |
| 1885 | 1885                                                |                                                     | 239                                                 | 239                                                 |
| 1895 | 1895                                                |                                                     | 249                                                 | 249                                                 |
| 1905 | 1905                                                |                                                     | 255                                                 | 255                                                 |
| 1910 | 1910                                                |                                                     | 262                                                 | 262                                                 |
| 1925 | 1925                                                |                                                     | 271                                                 | 271                                                 |
| 1939 | 1939                                                |                                                     | 311                                                 | 311                                                 |
| 1946 | 1946                                                |                                                     | 469                                                 | 469                                                 |
| 1950 | 1950                                                |                                                     | 482                                                 | 482                                                 |
| 1956 | 1956                                                |                                                     | 437                                                 | 437                                                 |
| 1961 | 1961                                                |                                                     | 431                                                 | 431                                                 |
| 1967 | 1967                                                |                                                     | 463                                                 | 463                                                 |
| 1970 | 1970                                                |                                                     | 474                                                 | 474                                                 |
| 1980 | 1980                                                |                                                     | ?                                                   | ?                                                   |
| 1990 | 1990                                                |                                                     | ?                                                   | ?                                                   |
| 2000 | 2000                                                |                                                     | ?                                                   | ?                                                   |
| 2007 | 2007                                                |                                                     | 576                                                 | 576                                                 |
| 2011 | 2011                                                |                                                     | 554                                                 | 554                                                 |
| 2015 | 2015                                                |                                                     | 536                                                 | 536                                                 |
| 2020 | 2020                                                |                                                     | 525                                                 | 525                                                 |
| Datenquelle: Historisches Gemeindeverzeichnis für Hessen: Die Bevölkerung der Gemeinden 1834 bis 1967. Wiesbaden: Hessisches Statistisches Landesamt, 1968. Weitere Quellen: LAGIS; Stadt Münzenberg; Zensus 2011 |                                                     |                                                     |                                                     |                                                     |

### Historische Religionszugehörigkeit
| • 1829: | 224 evangelische (= 97,82 %), 5 katholische (= 2,18 %) Einwohner   |
| • 1961: | 353 evangelische (= 81,90 %), 74 katholische (= 17,17 %) Einwohner |

## Verkehr
- Westlich des Ortes verläuft die Europastraße 41. Durch den Ort führen die Landesstraße 3131 und die Kreisstraße 166.
- Trais besaß am Streckenkilometer 10,5 der 1904 eingeweihten Butzbach-Licher Eisenbahn einen unbesetzten Bahnhof mit Warte- und Dienstraum. Dort gab es auch eine Laderampe für Zuckerrüben. 1961 wurde der Personenverkehr aufgegeben, 1973 das Empfangsgebäude abgerissen. 1975 wurde durch die Aufgabe der Strecke bis Hof-Güll Trais-Münzenberg zur Endstation der noch im Güterverkehr genutzten Strecke. 1985 wurde auch dieser aufgegeben, und die Gleisanlagen wurden in der Folge demontiert.

## Sehenswürdigkeiten
- Die ältesten Bauteile der Evangelischen Kirche stammen aus der Zeit um 1100. Ihre heutige Gestalt erhielt sie im Wesentlichen durch umfangreiche Erneuerungen im späten 19. Jahrhundert.
- Im Ort gibt es in der Mühlgasse, in der Römer- und der Wetterstraße mehrere historische hölzerne Hoftore aus dem 18. und frühen 19. Jahrhundert mit einer charakteristischen Einteilung in gesonderte Torfahrt und Pforte, wobei sich über der Pforte jeweils ein individuell geschmücktes Gefach befindet.